# 존 필립
존 필립(John Phillip, 1817년 4월 19일 ~ 1867년 2월 27일)은 스페인 생활 묘사로 가장 잘 알려진 스코틀랜드의 화가이다. 그는 1851년 스페인 여행 후 이러한 연구를 그리기 시작했다. 그는 존 '스페인' 필립이라는 별명을 얻었다.

## 삶

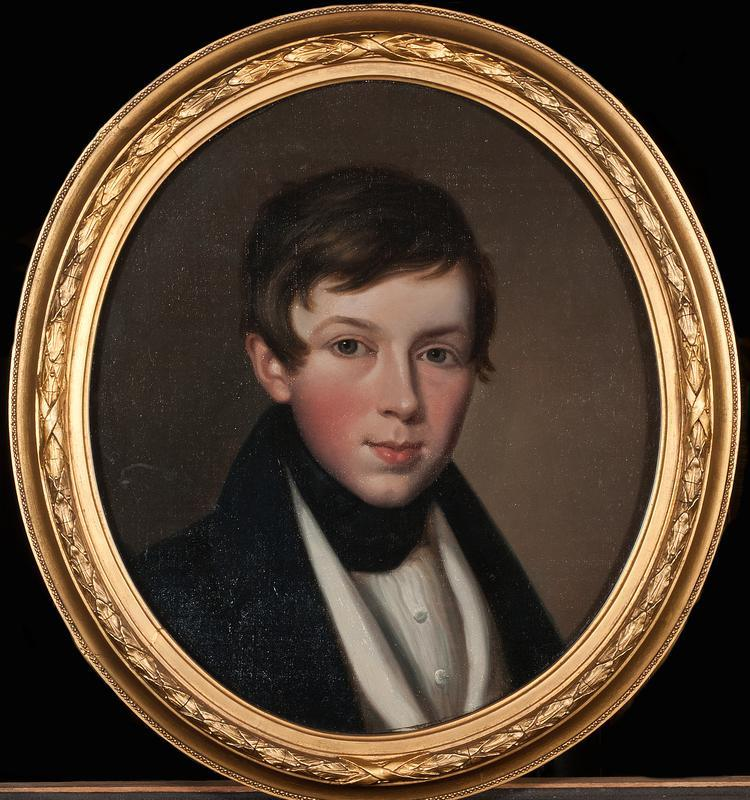
초기 자화상

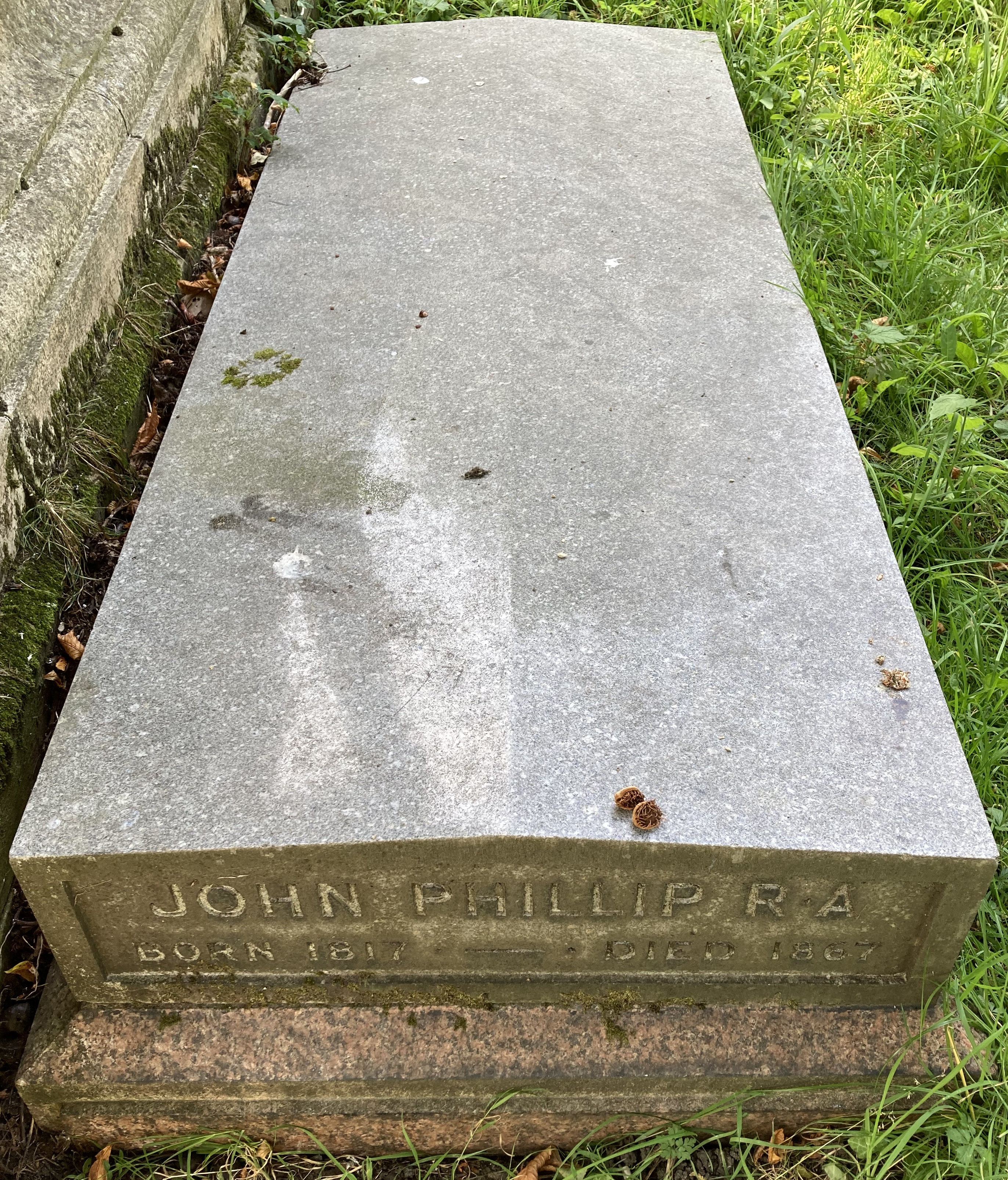
켄살 그린 묘지에 있는 필립의 무덤

필립은 1817년 4월 19일 스코틀랜드 애버딘의 가난한 가정에서 태어났다. 필립의 예술적 재능은 어린 나이에 인정받았다. 팬뮤어 남작은 1836년에 필립이 잠시 런던에서 토머스 머스그레이브 조이의 제자가 될 수 있도록 비용을 지불했다. 그의 왕립예술원 교육은 팬뮤어가 후원했다.
아카데미에 있는 동안 필립은 리처드 대드가 조직한 지망생 예술가 그룹인 클리크의 일원이 되었다. 클리크는 윌리엄 호가스와 데이비드 윌키의 추종자로 자신들을 정의했다. 필립 자신의 경력은 동료 스코틀랜드인 윌키의 경력을 매우 밀접하게 따랐는데, 스코틀랜드 소작농들의 삶을 묘사하는 세밀한 그림으로 시작했다. 그는 바르톨로메 에스테반 무리요와 디에고 벨라스케스의 영향을 받아 훨씬 더 폭넓게 그려진 스페인 생활 장면으로 옮겨갔다.
필립의 초기 작품들은 경건한 스코틀랜드 가족들을 묘사하는 경향이 있었다. 1851년, 그는 건강상의 이유로 남유럽으로 여행을 가라는 권고를 받은 후 스페인을 방문했다. 그 후 그는 스페인 주제에 집중했다. 이 중 첫 번째 작품인 세비야의 편지 작가(The Letter Writer, Seville)는 그가 이전에 반대했던 라파엘 전파주의의 영향을 보여주었지만, 그 운동의 지도자 중 한 명인 밀레이와의 우정에도 불구하고 클리크의 대부분의 다른 회원들과 함께 반대했었다. 그는 여행에 너무 영향을 받아 다른 예술가들에게도 똑같이 하라고 조언했다. 에드윈 롱과 같은 일부 예술가들은 이 조언을 받아들였고 비슷하게 영감을 받았다.
1850년대 후반과 1860년대에 필립의 스타일은 밀레이의 후기 작품과 마찬가지로 훨씬 더 폭넓고 회화적으로 변했다. 이 시기 필립의 가장 중요한 두 그림은 무리요의 초기 경력(The Early Career of Murillo, 1864)과 라 글로리아(La Gloria, 1865, 스코틀랜드 국립미술관)였다. 첫 번째 작품은 어린 무리요가 스페인 거리 생활에서 예술을 그리는 모습을 묘사했으며, 두 번째 작품은 죽은 아이를 위한 스페인 추도식을 묘사했다. 필립은 1858년 빅토리아 공주와 프로이센의 프리드리히 빌헬름 왕자(나중에 독일 황제 프리드리히 3세)의 결혼식을 그리는 의뢰를 받았다.
필립은 리처드 대드의 여동생과 결혼했다. 그녀는 오빠처럼 정신 이상이 되었다.
필립의 자화상인 악마의 눈(The Evil Eye)은 그의 친한 친구인 패트릭 앨런-프레이저의 의뢰로 아브로스의 호스피탈필드 하우스에 있으며, 클리크의 다른 회원들의 초상화와 함께 있다.
1867년, 필립은 1864년 2월 27일, 윌리엄 파월 프리스를 방문하던 중 켄싱턴에서 뇌졸중으로 49세의 나이로 사망했으며, 윌리엄 멀레디의 웅장한 기념비 뒤 중앙 대로에 있는 켄살 그린 묘지에 묻혔다.

## 갤러리

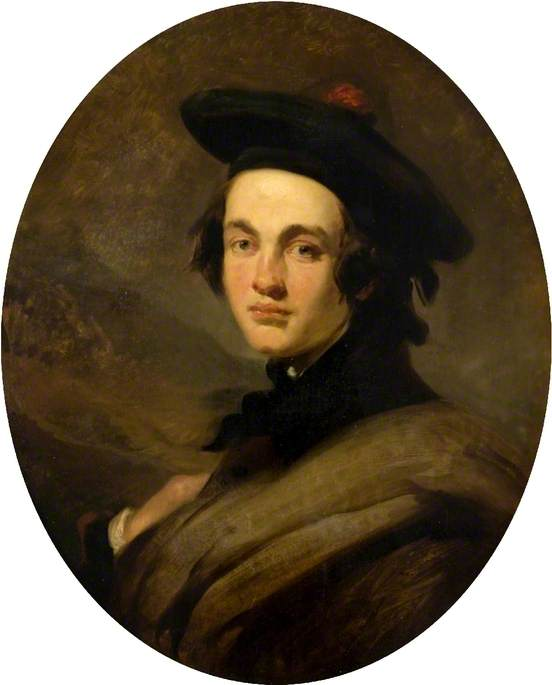
존 필립, 자화상 (1840)
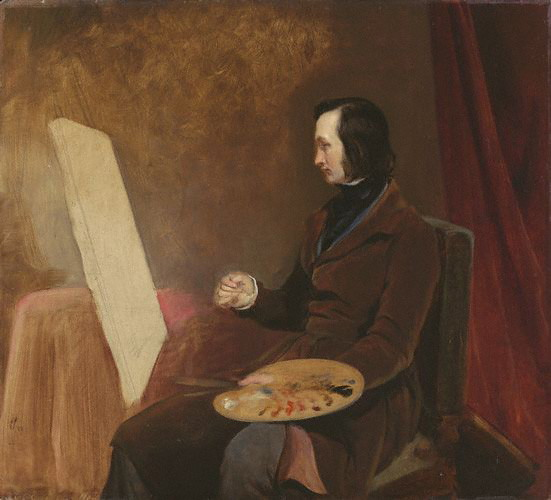
존 필립의 자화상
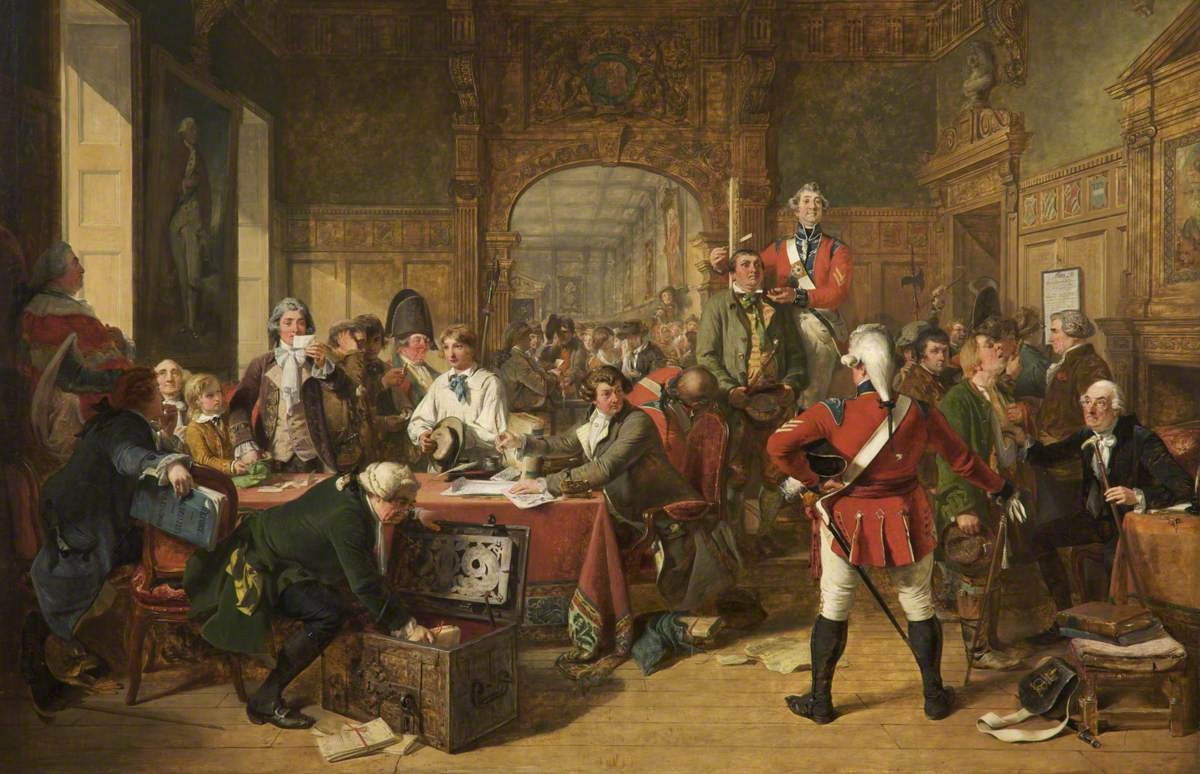
민병대 소집 (1849)
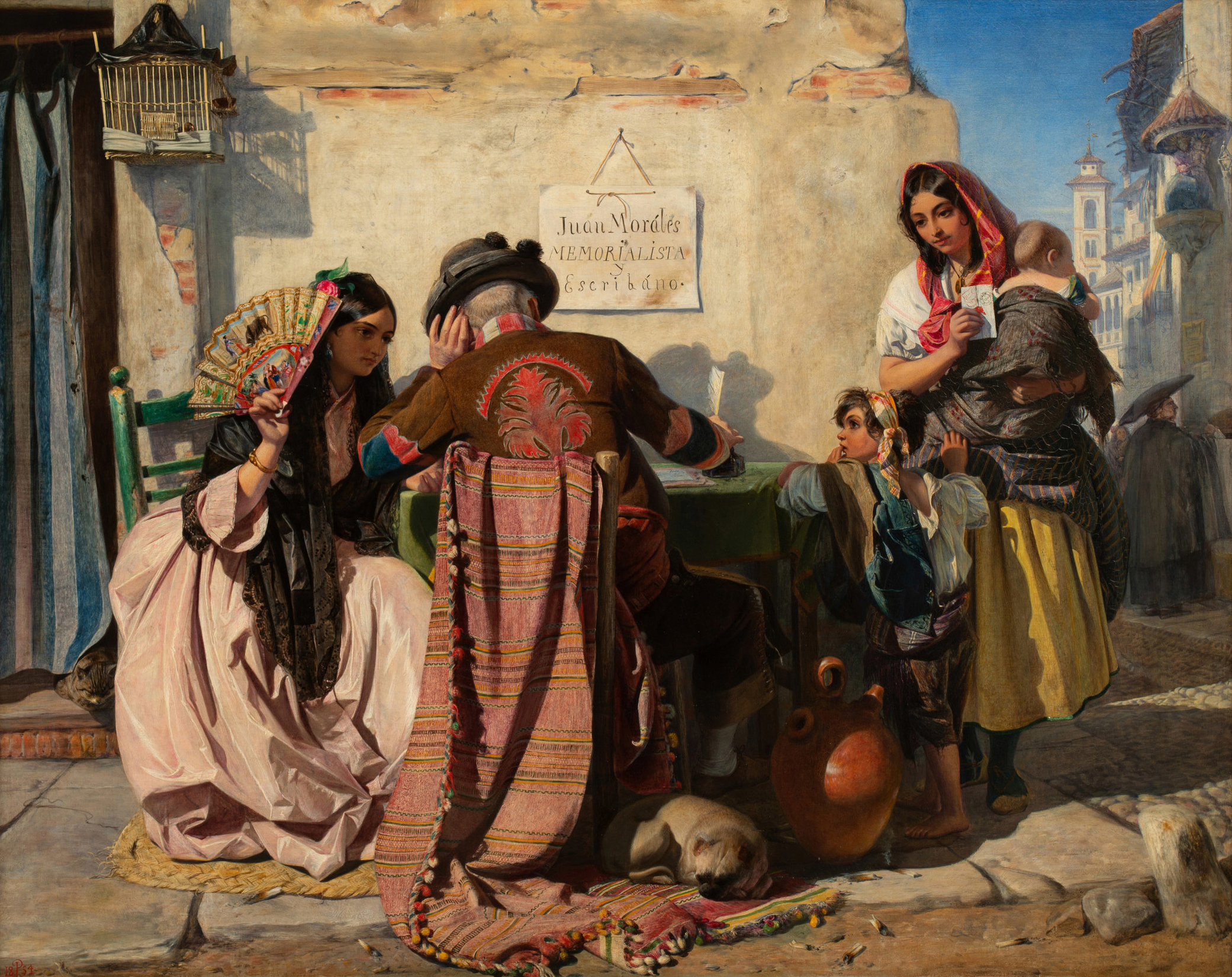
세비야의 편지 작가 (1854)
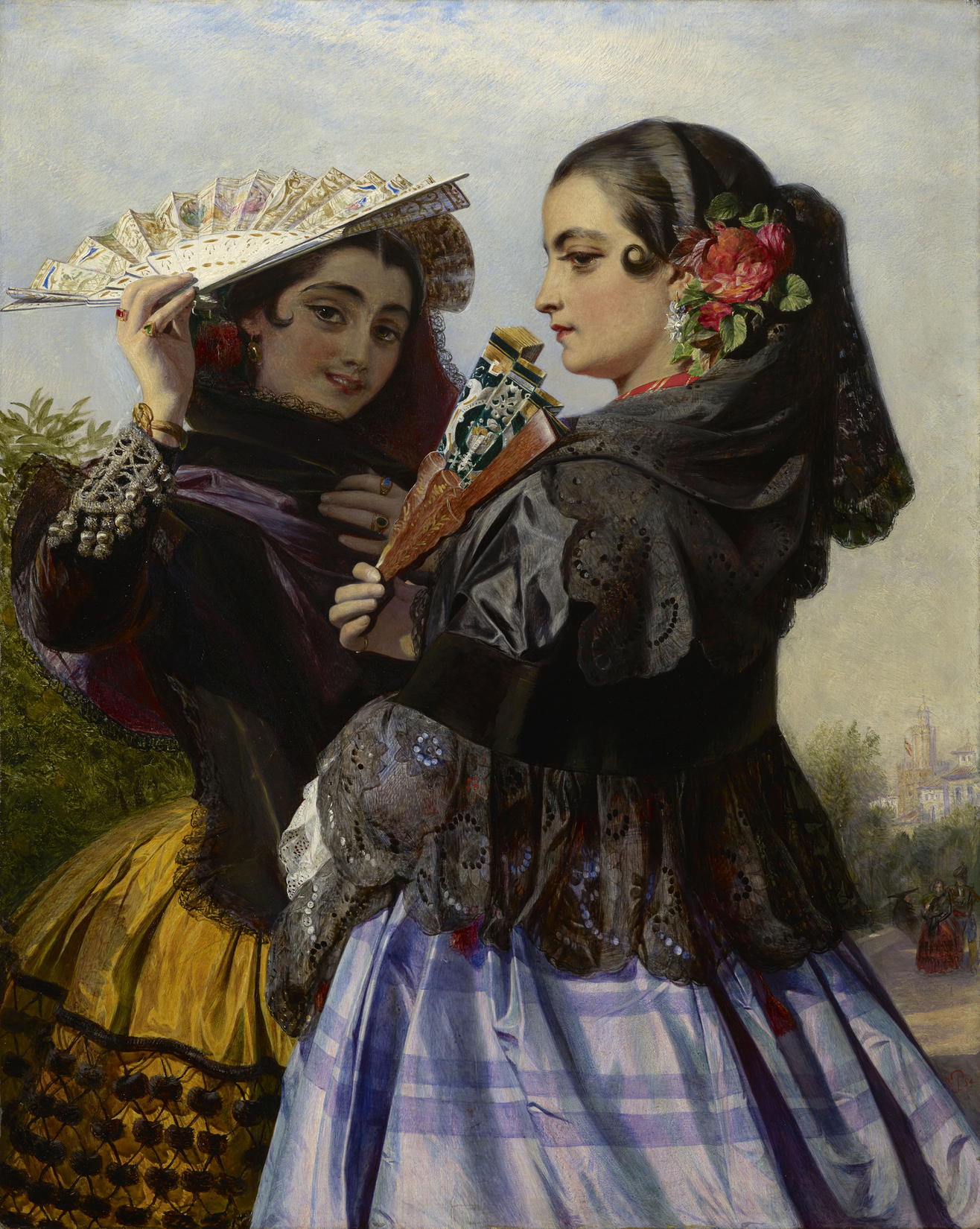
엘 파세오 (1854)
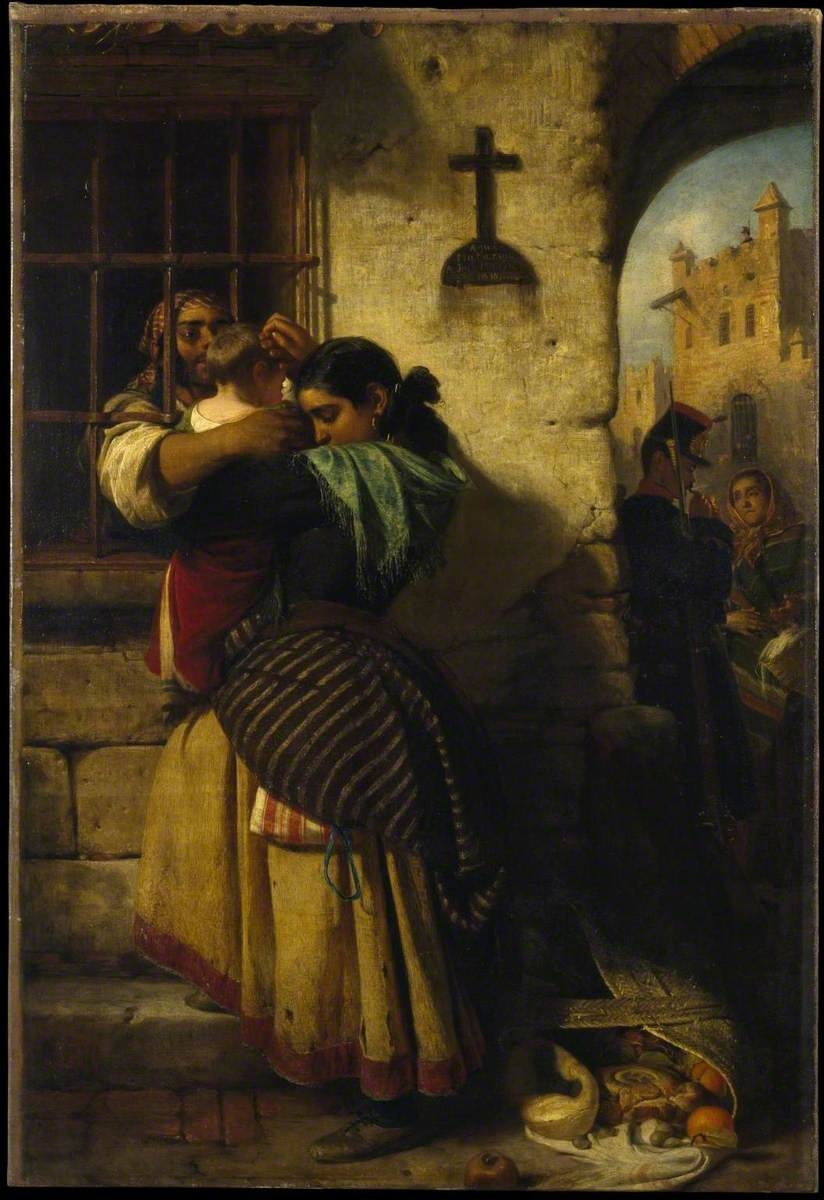
감옥 창문 (1857)
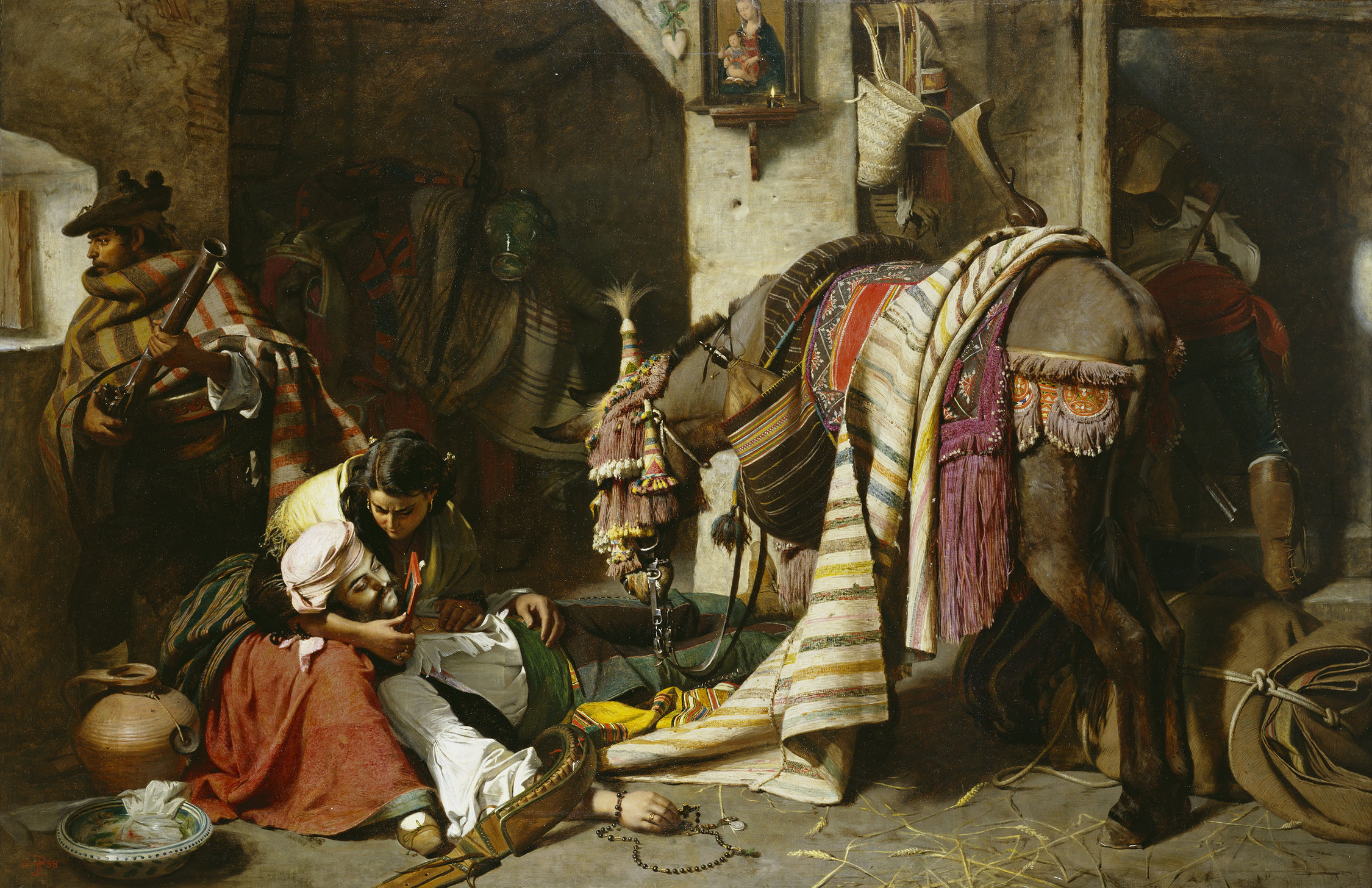
죽어가는 밀수꾼 (1858)
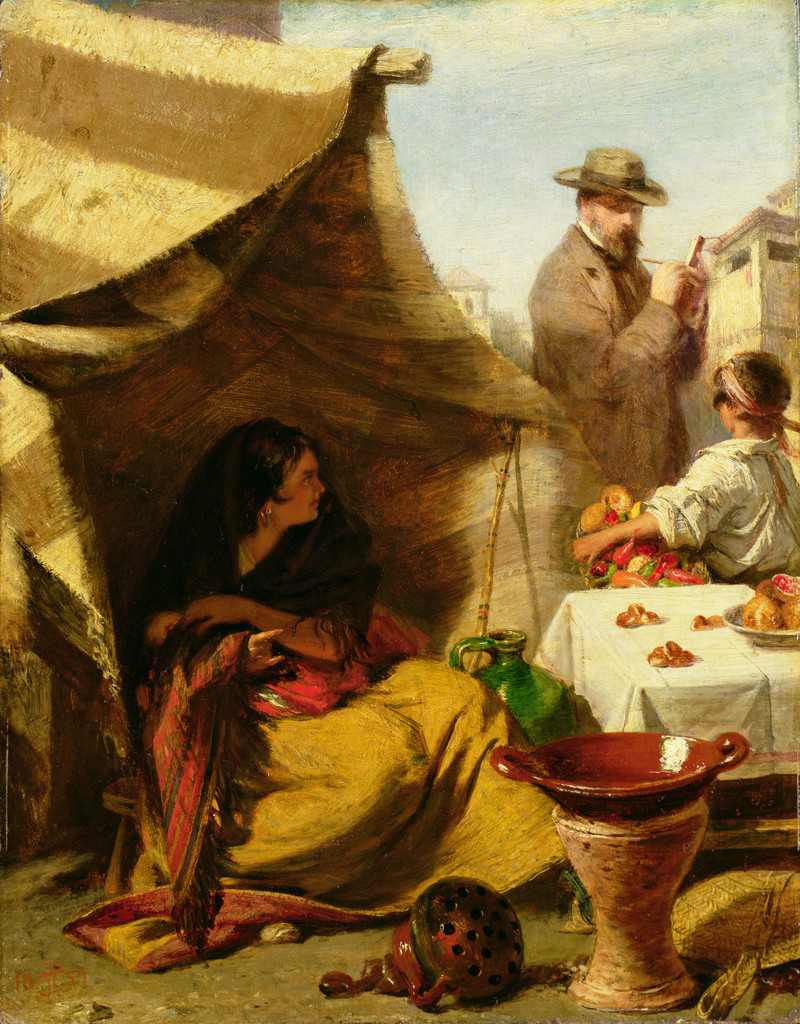
존 필립 악마의 눈 (1859), 스페인 집시가 악마의 눈을 받고 있다고 생각하는 것을 그리는 예술가를 묘사한 자화상, 호스피탈필드 하우스
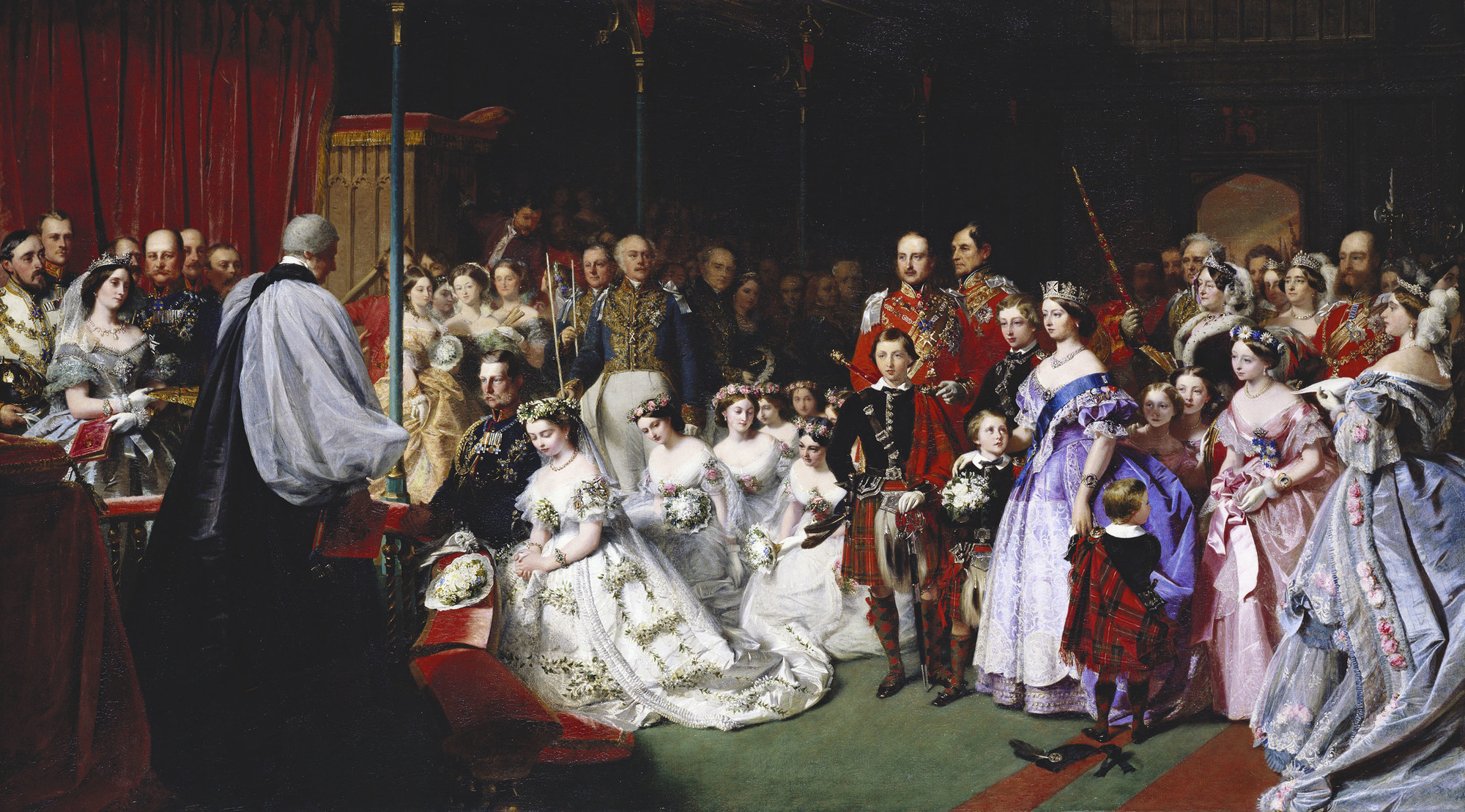
빅토리아 공주의 결혼식 (1860)